# Маевский, Викентий
Вике́нтий Мае́вский или Валенты Маевский (пол. Majewski Walenty, Walenty Majewski-Skorochód, Walenty Skorochód-Majewski; 1764 — 3 июля 1835) — польский архивист; историк-самоучка, лингвист и палеограф.
Разрабатывал вопрос происхождения славян и собрал громадный материал по славяноведению.
Популяризатор изучения санскрита, издал первый учебник санскрита на польском языке (Gramatyka sanskrytu, 1828).

## Некоторые сочинения
- «О słowianach i ich pobratymczach» (Варшава, 1816);
- «Rozklad i treść dzieła o początku licznych slowianskich narodów tudziez każdego w szczególności» (Варш., 1818);
- «Zbior rozpraw podlug dzialow, nauk i imiejętności» (1828);
- «Gramatyka mowy starożytnych Skuthów» (1828);
- «Rzecz o archiwach» (1840);
- «Rzecz o sztuce dyplomatycznej» (1814)